# شنايدر - امبيان
كانت شركة شنايدر - امبيان (فيما بعد شنايدر جروب) هي شركة صناعية فرنسية بلجيكية.